# Čarobni patkokljunić
Čarobni patkokljunić  (Čarobni patkokljunac, lat. Facciolella oxyrhyncha) riba je dubokog mora (obitava od 30 - 731 m dubine), koja je posljednje vrijeme prisutna i u na većim dubinama južnog dijela Jadranskog mora. 
Tijelo joj je veoma izduženo, bez ljusaka, iza crijevnog otvora se sužava prema repu u šiljak. Glava je dugačka s izduženim čeljustima, a gornja čeljust ima istaknuti vršak i duža je od donje. Zubi su konični. Leđna peraja počinje iza škržnih otvora. Srebrenkaste je boje, a zadnji dijelovi repne i podrepne peraje imaju crni rub. Naraste do 64,9 cm duljine.
Živi na istočnom dijelu Atlantika od južnog dijela Portugala do Angole, a također i u Mediteranu, u Ligurskom i Tirenskom moru. Čarobni patkokljunac se često krije u pećinama, koje se nalaze na dubinama od 30 do 730 metara dubine.  Hrani se većinom rakovima deseteronošcima.